# Bill Luxton
William Robert Luxton (Chartres, Isla Gran Malvina, 9 de septiembre de 1940-11 de febrero de 2024) fue un agricultor de las Islas Malvinas y político que sirvió como miembro de la Asamblea Legislativa para el distrito de Camp desde las elecciones generales de 2009 hasta su dimisión en 2011. Luxton fue también un miembro del Consejo Legislativo en el período 1971-1976 y nuevamente en 1989-2001, y sirvió en el Consejo Ejecutivo de las Islas Malvinas en 1980.

## Biografía
Luxton nació en las Malvinas y se educó en el Reino Unido antes de regresar a las islas para administrar la granja de su familia en Chartres. En 1982, durante la guerra de las Malvinas, la junta militar identificó a Luxton como un alborotador potencial. Junto con su esposa, Patricia, y sus hijos fueron deportados al Reino Unido, donde se convirtió en notable para dar numerosas entrevistas sobre sus experiencias con los militares argentinos. Luxton y su familia regresaron a las islas al final de la guerra.
Las carteras de Luxton en el Gobierno de las islas incluyeron Aviación Civil, la Corporación de Desarrollo, la acuicultura y el desarrollo rural. Luxton es conocido por sus fuertes críticas al reclamo de soberanía de Argentina sobre las Islas Malvinas. Luxton renunció a la Asamblea Legislativa en 2011 debido a su ausencia prolongada en las islas, por otros trabajos. Fue reemplazado por Ian Hansen en una elección parcial.